# Кайзервальд (концентрационный лагерь)
Кайзервальд (нем. Kaiserwald - Королевский лес) — немецкий концентрационный лагерь в Латвии в северной части Риги, существовавший в 1943—1944 годах во время Второй мировой войны.

## История
Лагерь был построен в марте 1943 года для латвийских евреев на севере Риги. Его строили в районе Межапарка силами заключённых привезённых из лагеря Заксенхаузен, это были в основном немецкие и польские уголовники.
В конце сентября 1943 года рижское гетто было ликвидировано, а его узники переведены в концентрационный лагерь Саласпилс, расположенный в пригороде Риги. Узников «малого гетто» ещё в августе 1943 года перевели в концлагерь Kaiserwald, туда же переместили оставшихся в живых евреев Латвии (около 2 000 чел), а также узников гетто из Вильнюса, Шяуляя и других мест. Среди первых заключённых лагеря было также несколько сотен заключённых из Германии.
Кайзервальд был не лагерем смерти, а трудовым лагерем, его заключённые работали на крупные немецкие фирмы, в основном на AEG. Другие заключённые работали также в шахтах[уточнить], на фермерских хозяйствах и в самом лагере. Общая численность заключённых лагеря за весь период его существования составила 18 тысяч человек.
6 августа 1944 года в связи с наступлением Красной Армии началась эвакуация заключённых лагеря в Штуттгоф в Польше, также Бухенвальд и Дахау в Германии. Последняя группа была отправлена из лагеря в первой половине октября, за несколько дней до того, как 13 октября лагерь был освобождён советскими войсками.
29 июня 2005 года на территории бывшего лагеря был открыт памятник по проекту скульптора Сольвейги Васильевой при поддержке Рижской городской думы и посольства Германии.

## Отделения лагеря в Риге[5]
- АВА (Armeebekleidungsamt) (Яунмилгравис, Ультрамариновый завод, ул. Остас 4). Трудовой лагерь, где заключённые ремонтировали обмундирование вермахта.
- Balastdamm (ул. Баласта дамбис), существовал с 18 августа 1943 г. до 1 июля 1944 г.
- Dünawerke (Завод «Проводник»), существовал с 18 августа 1943 г. до 6 августа 1944 г.
- Heereskraftfahrzeugpark (Военная автобаза, ул. Уденс)
- Heereskraftfahrzeugpark (Военная автобаза, ул. Матиса 88 и Валмиерас), существовал с 18 августа 1943 г. до 6 августа 1944 г.
- Heereskraftfahrzeugpark (Военная автобаза, Park Hirtenstraße (Парк на ул. Гану), существовал с 31 января 1944 г. до 6 августа 1944 г.
- Heereskraftfahrzeugpark (Военная автобаза, гараж СС и СД, ул. Реймерса).
- Kabelwerke AEG (ул. Гитлерштрассе, 214, ВЭФ), заключённые занимались производством и ремонтом кабелей.
- Kaiserwald (Межапарк, концентрационный лагерь площадью 3 га, между нынешним просп. Виестура и ж/д полотном, начиная от просп. Межа за церковью), существовал с 15 марта 1943 г. до 2 октября 1944 г.
- Lenta (фабрика «Лента», ул. Марупес, 10). Существовал с 18 августа 1943 г. до сентября 1944 г. и изготавливал униформу для офицеров СС высокого ранга. В разное время здесь содержались 600—1000 узников-евреев.
- Reichsbahn (Государственная железная дорога Германии, станция «Рига Товарная-1», улица Ханзас), существовал с 18 августа 1943 г.
- Spilwe (аэропорт Спилве, лагерь «Волери», цементный завод на ул. Подрага, 2), существовал с 5 июля 1943 г. и использовался для восстановления аэродрома, разрушенного в июне 1941 г.
- Strasdenhof (Страздумуйжа, Видземское шоссе, Югла), работал на AEG и существовал с 1 августа 1943 г. до 23 сентября 1944 г.
- Anodenwerkstatt (Анодная мастерская и командование Рига-Стразденхоф, там же), существовал с 1 июня 1944 г. до 30 августа 1944 г.
- Truppenwirtschaftslager (Яунмилгравис, предприятие «Sēklaseksports»), обслуживал воинские части СС и существовал с 18 марта 1943 г. до сентября 1944 г.

## Процессы над военными преступниками

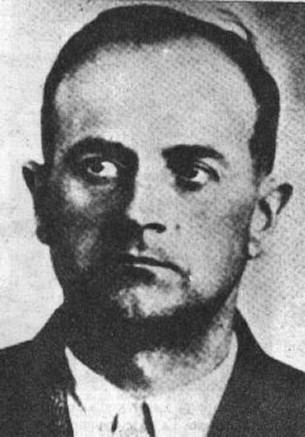
Эдвард Рошман

Комендантом лагеря был Альберт Зауэр, погибший в боях за Берлин 2 мая.
Руководителями мастерских в филиале «Лента» концлагеря были Фриц Шервиц и Эдвард Рошман. После войны некоторое время Шервиц выдавал себя за еврея и был опекуном еврейского имущества в Баварии. По другим данным, Шервиц действительно был евреем по происхождению и использовал своё положение в СС, чтобы спасти ряд заключённых. Рошман сбежал в Аргентину, где стал бизнесменом.
В августе 1985 года дюссельдорфский суд приговорил к 5 годам тюремного заключения Гейнца Виснера.

## Использованная литература
- Смирин Г. Холокост в Риге // М. Баркаган Уничтожение евреев Латвии 1941-1945 : сборник. — Рига: Шамир, 2008. — ISBN 978-9984-9835-6-1.
- Залманович М. Катастрофа евреев Латвии (обзорная лекция) // М. Баркаган Уничтожение евреев Латвии 1941-1945 : сборник. — Рига: Шамир, 2008. — ISBN 978-9984-9835-6-1.